# 布魯克斯 (阿拉巴馬州)
布魯克斯（英語：Brooks）是一個位於美國阿拉巴馬州卡溫頓縣的非建制地區。該地的面積和人口皆未知。

## 地理
布魯克斯的座標為31°28′55″N 86°41′06″W / 31.48194°N 86.685°W，而該地最高點為海拔高度104米（即341英尺）。